# Oliviero Toscani
Oliviero Toscani (ur. 28 lutego 1942 w Mediolanie, zm. 13 stycznia 2025 w Cecinie) – włoski fotografik, syn znanego fotoreportera. W latach 1960–1965 studiował fotografię i grafikę w Szkole Rzemiosł Artystycznych w Zurychu.
W wyborach w 2006 roku bezskutecznie ubiegał się o miejsce w parlamencie z ramienia partii Rosa nel Pugno.

## Twórczość
Już jego pierwsze prace fotograficzne m.in. dla Esprit, Fiorucciego i producenta jeansów „Jezus” pokazały, że Toscani nie zamierza wpisać się w schematy klasycznej reklamy. Projektowane przez niego kampanie reklamowe do dziś wywołują na całym świecie gwałtowne reakcje od protestów do zachwytów.
Na całym świecie najbardziej znany ze swoich kontrowersyjnych projektów reklam wykorzystywanych w promocji marki Benetton w latach 1982–2000 (dla firmy Benetton Group, której właścicielem był Luciano Benetton). Większość tych kampanii miało charakter instytucjonalny wobec marki – oparte były na kontrowersyjnych fotografiach, które zawierały jedynie logo firmy – napis: United Colors of Benetton.
Jedna z jego najsłynniejszych kampanii zawierała fotografię (autorstwa Therese Frare) umierającego mężczyzny, leżącego na szpitalnym łóżku, otoczonego przez krewnych pogrążonych w smutku. Kontrowersję wywołało podobieństwo z obrazem piety. Na innych plakatach pojawiały się aluzje do rasizmu (notabene jeden z plakatów przedstawiał trzy niemal identyczne serca ludzkie, które naprawdę były sercami świń, i napisy „białe”, „czarne” i „żółte”), do wojny, religii, a nawet kary śmierci.
Olivier Toscani, często łamał stereotypy związane z religią. Na początku lat 90. ubiegłego stulecia, największe oburzenie wywołał plakat ze zdjęciem księdza i zakonnicy złączonych w pocałunku. Zaszokował on katolickie Włochy, gdzie zabroniono jego publicznej prezentacji. W Polsce partia ZChN złożyła doniesienie do prokuratury, że reklama ta obraża uczucia religijne. Plakat z księdzem i zakonnicą wisiał w Warszawie 24 dni, w Katowicach zaledwie trzy godziny. W innych miastach na jego zawieszenie władze nie zgodziły się wcale.
Na początku lat 90. Toscani był współzałożycielem magazynu Colors (którego właścicielem był także Benetton) z amerykańskim projektantem grafiki Tiborem Kalmanem.
W roku 2005, pięć lat po swojej rezygnacji z pracy dla Benetton Group, kolejne jego kampanie dla marki producenta odzieży 'Ra-Re' (zawierające obrazy homoseksulanego zachowania mężczyzn) znowu wywołały kontrowersje.
W roku 2007 znów wywołał kontrowersje kampanią przeciw anoreksji – przedstawiono wówczas fotografię Isabelle Caro.
W roku 2015 był fotografem w polskiej kampanii reklamowej marki Roleski.
W Polsce ukazała się jego książka Reklama – uśmiechnięte ścierwo, w której Toscani opisał kulisy swojej pracy przy kampaniach. Jest to jednocześnie apologia jego reklam. Choć Toscani, jest najczęściej wymieniany jako przedstawiciel nurtu reklamy szokującej to z jego publikacji wynika, że jego ambicje idą znacznie dalej, co odróżnia go od wielu innych twórców tego nurtu. Toscani krytykuje w sposób bezpardonowy sztuczność, nieszczerość, przejaskrawienie i kicz, jaki występuje powszechnie we współczesnej reklamie. Zastępuje takie podejście innym. Proponuje by kanał społecznej komunikacji, jakim jest reklama stał się nośnikiem swoistej sztuki i przekazu filozoficznego. Reklama wówczas staje się swoistym dziełem otwartym (wiele z jego przesłań faktycznie spotkało się z błędną interpretacją odbiorców reklam). Choć sam Toscani zupełnie o tym nie wspomina, można też zauważyć, że jego niektóre reklamy wykorzystują także psychologię ewolucyjną.